# إبراهيم تهامي
سيد إبراهيم تَهامی ؛ ولد في 21 سبتمبر 1966 في عبادان) هو لاعب كرة قدم إيراني معتزل، لعب في مركز الوسط. مثّل أندية عديدة، أبرزها صنعت نفط عبادان، استقلال أهواز، استقلال طهران، والساحل الكويتي، كما مثّل منتخب إيران لكرة القدم في عشر مباريات دولية وسجل هدفًا واحدًا.

## المسيرة الدولية
شارك تهامي مع المنتخب الإيراني بين عامي 1993 و1997، وظهر في 10 مباريات دولية سجل خلالها هدفًا واحدًا.

## المسيرة التدريبية
بعد اعتزاله، شغل تهامي عدة مناصب فنية، معظمها ضمن الطاقم الفني لنادي استقلال أهواز، سواء كمدرب مساعد أو كمدرب مؤقت، كما عمل مساعدًا في راه آهن.

## روابط خارجية
- إبراهيم تهامي على فرق كرة القدم الوطنية.كوم
- إبراهيم تهامي على موقع TeamMelli.com